# منخر (القطن)

'

تعديل مصدري - تعديل

منخر هي إحدى قرى عزلة القطن بمديرية القطن التابعة لمحافظة حضرموت، بلغ تعداد سكانها 1187 نسمة حسب تعداد اليمن لعام 2004.